# Objectif de développement durable no 9 des Nations unies
Pour un article plus général, voir Objectifs de développement durable.
Industrie, innovation et infrastructure

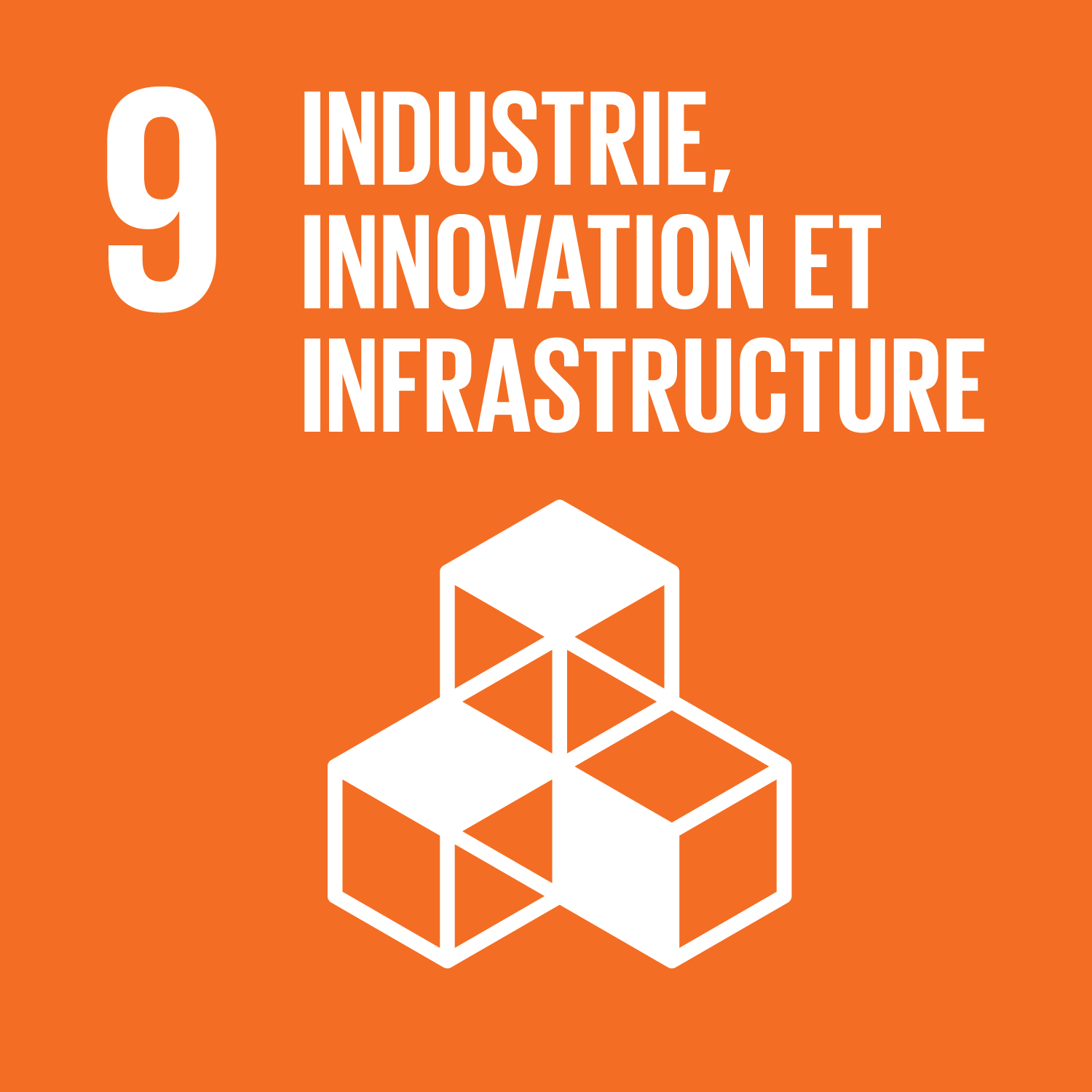
Logo de l'objectif de développement durable n°9.

La thématique de bâtir une infrastructure résiliente, promouvoir une industrialisation durable qui profite à tous et encourager l'innovation est l'objectif no 9 des 17 Objectifs de développement durable (ODD) établis en 2015 par l'Organisation des Nations unies (ONU). Son intitulé complet est : « Bâtir une infrastructure résiliente, promouvoir une industrialisation durable qui profite à tous et encourager l'innovation ».

## Enjeux
L'enjeu de l'ODD9 est de favoriser le développement d'une industrie durable dans le monde et investir durablement dans l'innovation scientifique. Cela permet de fortement contribuer au Développement durable puisque l'innovation permet de mettre en place des solutions durables aux défis économiques et écologiques comme l'utilisation optimale des ressources et de l'énergie. Selon l’OCDE, « plus de 80% des ODD dépendent plus ou moins directement du développement des infrastructures ». De plus, plus de la moitié de la population mondiale vit dans les villes, ce qui accentue la nécessité de développer l'industrie pour pouvoir répondre durablement aux besoins énergétiques des populations.

## Cibles
L'ODD9 est décliné en 8 cibles dont 3 de mise en œuvre,.
- 9.1 Mettre en place une infrastructure de qualité, fiable, durable et résiliente, y compris une infrastructure régionale et transfrontière, pour favoriser le développement économique et le bien-être de l’être humain, en privilégiant un accès universel, financièrement abordable et équitable.
- 9.2 Promouvoir une industrialisation durable qui profite à tous et, d’ici à 2030, augmenter nettement la contribution de l’industrie à l’emploi et au produit intérieur brut, en fonction du contexte national, et la multiplier par deux dans les pays les moins avancés.
- 9.3 Accroître, en particulier dans les pays en développement, l’accès des entreprises, notamment des petites entreprises industrielles, aux services financiers, y compris aux prêts consentis à des conditions abordables, et leur intégration aux chaînes de valeur et aux marchés.
- 9.4 D’ici à 2030, moderniser l’infrastructure et adapter les industries afin de les rendre durables, par une utilisation plus rationnelle des ressources et un recours accru aux technologies et procédés industriels propres et respectueux de l’environnement, chaque pays agissant dans la mesure de ses moyens.
- 9.5 Renforcer la recherche scientifique, perfectionner les capacités technologiques des secteurs industriels de tous les pays, en particulier des pays en développement, notamment en encourageant l’innovation et en augmentant nettement le nombre de personnes travaillant dans le secteur de la recherche-développement pour 1 million d’habitants et en accroissant les dépenses publiques et privées consacrées à la recherche-développement d’ici à 2030.

- 9.a Faciliter la mise en place d’une infrastructure durable et résiliente dans les pays en développement en renforçant l’appui financier, technologique et technique apporté aux pays d’Afrique, aux pays les moins avancés, aux pays en développement sans littoral et aux petits États insulaires en développement.
- 9.b Soutenir les activités de recherche-développement et d’innovation des pays en développement dans le secteur technologique, notamment en instaurant des conditions propices, entre autres, à la diversification industrielle et à l’ajout de valeur aux marchandises.
- 9.c Accroître nettement l’accès aux technologies de l’information et des communications et faire en sorte que tous les habitants des pays les moins avancés aient accès à Internet à un coût abordable d’ici à 2020.

## Indicateurs

### Indicateurs internationaux

#### Indicateurs de l'ONU
En 2017, l'ONU a établi 210 indicateurs mondiaux pour les objectifs de développement durable lors de la 48ième session de la Commission de statistique des Nations unies,.
Les indicateurs de l'ODD9 comme définit par l'ONU sont :
- 9.1.1 Proportion de la population rurale vivant à moins de 2 km d’une route praticable toute l’année.
- 9.1.2 Nombre de passagers et volume de fret transportés, par mode de transport.
- 9.2.1 Valeur ajoutée dans l’industrie manufacturière, en proportion du PIB et par habitant.
- 9.2.2 Emploi dans l’industrie manufacturière, en proportion de l’emploi total.
- 9.3.1 Proportion des petites entreprises dans la valeur ajoutée totale de l’industrie.
- 9.3.2 Proportion des petites entreprises industrielles ayant contracté un prêt ou une ligne de crédit.
- 9.4.1 Émissions de CO2 par unité de valeur ajoutée.
- 9.5.1 Dépenses de recherche-développement en proportion du PIB.
- 9.5.2 Nombre de chercheurs (équivalent plein temps) par million d’habitants.
- 9.a.1 Montant total de l’aide publique internationale (aide publique au développement et autres apports du secteur public) alloué aux infrastructures.
- 9.b.1 Proportion dans la valeur ajoutée totale de la valeur ajoutée des secteurs de moyenne et haute technologie.
- 9.c.1 Proportion de la population ayant accès à un réseau mobile, par type de technologie.

#### Indicateurs européens
Eurostat a défini neuf indicateurs européens.
- Dépenses intérieures brutes de R&D par secteur.
- Personnel de R&D par secteur d'exécution.
- Demandes de brevet déposées auprès de l'Office européen des brevets.
- Part des bus et des trains dans le transport des passagers total.
- Part du transport par voie ferroviaire et voies navigables intérieures dans le transport total de fret.
- Intensité des émissions dans l'air causées par l'industrie.
- Niveau d'études supérieures par sexe.
- Moyenne des émissions de CO2 par kilomètre provenant de véhicules particuliers neufs.
- Couverture Internet à haut débit, par type de zone.

### Indicateurs nationaux

#### Indicateurs en France
En France, l'INSEE a retenu six indicateurs et trois indicateurs complémentaires pour suivre l'ODD9 à l'échelle nationale.
- Transports de voyageurs et de marchandises
- Taux d'acceptation des demandes de crédit des très petites entreprises (TPE)
- Émissions de CO2 par unité de valeur ajoutée
- Personnel de recherche
- Effort de recherche
- Crédits Budgétaires Publics de R&D

##### Indicateurs complémentaires
- Conformité des dispositifs d’assainissement (ODD 6)
- Rendement des réseaux d'eau potable (ODD 6)
- Taux de surpeuplement des logements (ODD 11)

## Données
- 4 milliards de personnes n'ont pas accès à Internet ; 90% d'entre elles proviennent de Pays en voie de développement[2].
- La part du PIB mondial investie dans la R&D est de 1,5% depuis 2015[3].
- 16% de la population mondiale n'a pas accès aux réseaux haut débit mobiles[3].
- L'industrialisation a un effet bénéfique sur la société puisque chaque emploi dans le secteur manufacturier créé 2,2 emplois dans d'autres secteurs[3].
- En 2009, Le secteur manufacturier représentait près de 470 millions d’emplois dans le monde soit environ 16% des 2,9 milliards de travailleurs mondiaux. En 2013, on estime qu’il y avait plus d’un demi-milliard d’emplois dans le secteur manufacturier[3].
- Les petites et moyennes entreprises représentent plus de 90% des entreprises dans le monde et entre 50 et 60% des emplois[3].
- Dans les pays en développement, 30% de la production agricole est transformé tandis que dans les pays à revenu élevé, ce chiffre s’élève à 98 %[3].
- Dans les pays à faible revenu, les contraintes existantes en matière d’infrastructures affectent la productivité des entreprises d’environ 40%[3].

## Actions mises en place en France
La France s'implique dans de nombreuses actions pour répondre au besoin en infrastructure résiliente, en industrialisation et en innovation ; elle participe notamment financièrement dans des projets comme l'initiative sur les énergies renouvelables en Afrique, lancée à la COP21 et dans laquelle elle s'est engagée à 3 milliards d'euros (chiffres de 2020). La banque française BNP Paribas est un exemple de structure mettant en place, en France, des mesures mondiales, comme le montre sa levée de fonds de 164 milliards de dollars dans le cadre "d'obligations ODD", en lien avec la banque mondiale,.
La France a également, dans une volonté de soutien à l'industrialisation et l'innovation, augmenté le volume de crédits accordés aux PME, et a donné un cadre juridique au financement participatif. La Banque Publique BpiFrance a également mis en place des prêts verts visant à aider au développement des entreprises vers de meilleures performances environnementales.
Les actions d'un pays ne se limitant pas aux actions mises en place par ce pays on peut aussi mentionner le campus de l'innovation pour la planète, créé en France par l'institut de recherche pour le développement, et qui a pour but de créer des solutions pour répondre aux ODD en faisant participer des chercheurs, des citoyens, et l'ensemble de leurs partenaires.